# Torneo di Wimbledon 2010 - Qualificazioni singolare maschile
Le qualificazioni del singolare maschile del Torneo di Wimbledon 2010 sono state un torneo di tennis preliminare per accedere alla fase finale della manifestazione. I vincitori dell'ultimo turno sono entrati di diritto nel tabellone principale. In caso di ritiro di uno o più giocatori aventi diritto a questi sono subentrati i lucky loser, ossia i giocatori che hanno perso nell'ultimo turno ma che avevano una classifica più alta rispetto agli altri partecipanti che avevano comunque perso nel turno finale.

## Teste di serie
1. Taylor Dent (qualificato)
2. Björn Phau
3. Somdev Devvarman
4. Thiago Alves
5. Iván Navarro '
6. Grega Žemlja
7. Donald Young
8. Édouard Roger-Vasselin
9. Jesse Levine
10. João Souza
11. Marsel İlhan (qualificato)
12. Ryan Sweeting
13. Stefan Koubek
14. Rui Machado
15. Gō Soeda
16. Santiago Ventura

1. Tobias Kamke (qualificato)
2. Julian Reister
3. Carsten Ball (qualificato)
4. David Guez
5. Albert Ramos Viñolas
6. Jan Hernych
7. Kevin Kim
8. Ramón Delgado
9. Miša Zverev
10. Josselin Ouanna
11. Nicolas Mahut (qualificato)
12. Dieter Kindlmann
13. Ilija Bozoljac (qualificato)
14. Ričardas Berankis (qualificato)
15. Christophe Rochus
16. Santiago González

## Qualificati
1. Taylor Dent
2. Martin Fischer
3. Ilija Bozoljac
4. Carsten Ball
5. Rik De Voest
6. Ivan Dodig
7. Guillermo Alcaide
8. Bernard Tomić

1. Tobias Kamke
2. Jesse Huta Galung
3. Marsel İlhan
4. Robert Kendrick
5. Nicolas Mahut
6. Brendan Evans
7. Jesse Witten
8. Ričardas Berankis

## Tabellone qualificazioni

### Legenda
| - Q = Qualificato - WC = Wild card - LL = Lucky loser | - ALT = Alternate - SE = Special Exempt - PR = Protected Ranking | - w/o = Walkover - r = Ritirato - d = Squalificato |

### Sezione 1
|  | Primo turno           | Primo turno           | Primo turno           | Primo turno           | Primo turno           | Primo turno | Primo turno |  |  | Secondo turno         | Secondo turno         | Secondo turno         | Secondo turno         | Secondo turno         | Secondo turno | Secondo turno |    |   | Terzo turno | Terzo turno | Terzo turno | Terzo turno | Terzo turno | Terzo turno | Terzo turno |  |
|  |                       |                       |                       |                       |                       |             |             |  |  |                       |                       |                       |                       |                       |               |               |    |   |             |             |             |             |             |             |             |  |
|  | 1                     | Taylor Dent           | Taylor Dent           | Taylor Dent           | Taylor Dent           | 7           | 6           |  |  |                       |                       |                       |                       |                       |               |               |    |   |             |             |             |             |             |             |             |  |
|  |                       | Pavol Červenák        | Pavol Červenák        | Pavol Červenák        | Pavol Červenák        | 62          | 2           |  |  | Taylor Dent           | Taylor Dent           | Taylor Dent           | Taylor Dent           | Taylor Dent           | 6             | 6             |    |   |             |             |             |             |             |             |             |  |
|  | Roberto Bautista Agut | Roberto Bautista Agut | Roberto Bautista Agut | Roberto Bautista Agut | Roberto Bautista Agut | 6           | 6           |  |  | Roberto Bautista Agut | Roberto Bautista Agut | Roberto Bautista Agut | Roberto Bautista Agut | Roberto Bautista Agut | 2             | 3             |    |   |             |             |             |             |             |             |             |  |
|  | Antonio Veić          | Antonio Veić          | Antonio Veić          | Antonio Veić          | Antonio Veić          | 2           | 1           |  |  |                       |                       |                       |                       |                       |               |               |    |   | Taylor Dent | Taylor Dent | Taylor Dent | 4           | 7           | 7           | 6           |  |
|  | Matthew Ebden         | Matthew Ebden         | Matthew Ebden         | Matthew Ebden         | Matthew Ebden         | 6           | 6           |  |  |                       |                       | Matthew Ebden         | Matthew Ebden         | Matthew Ebden         | 6             | 6(1)          | 68 | 3 |             |             |             |             |             |             |             |  |
|  | David Marrero         | David Marrero         | David Marrero         | David Marrero         | David Marrero         | 4           | 4           |  |  | Matthew Ebden         | Matthew Ebden         | Matthew Ebden         | Matthew Ebden         | 4                     | 6             | 6             |    |   |             |             |             |             |             |             |             |  |
|  |                       | Pedro Clar-Rosselló   | Pedro Clar-Rosselló   | Pedro Clar-Rosselló   | 2                     | 6           | 6           |  |  | David Guez            | David Guez            | David Guez            | David Guez            | 6                     | 4             | 3             |    |   |             |             |             |             |             |             |             |  |
|  | 20                    | David Guez            | David Guez            | David Guez            | 6                     | 4           | 8           |  |  |                       |                       |                       |                       |                       |               |               |    |   |             |             |             |             |             |             |             |  |

### Sezione 2
|  | Primo turno    | Primo turno          | Primo turno          | Primo turno          | Primo turno          | Primo turno | Primo turno |  |  | Secondo turno        | Secondo turno        | Secondo turno        | Secondo turno        | Secondo turno  | Secondo turno | Secondo turno |   |    | Terzo turno    | Terzo turno    | Terzo turno    | Terzo turno    | Terzo turno | Terzo turno | Terzo turno |  |
|  |                |                      |                      |                      |                      |             |             |  |  |                      |                      |                      |                      |                |               |               |   |    |                |                |                |                |             |             |             |  |
|  | 2              | Björn Phau           | Björn Phau           | Björn Phau           | Björn Phau           | 6           | 7           |  |  |                      |                      |                      |                      |                |               |               |   |    |                |                |                |                |             |             |             |  |
|  |                | Lukáš Rosol          | Lukáš Rosol          | Lukáš Rosol          | Lukáš Rosol          | 4           | 5           |  |  | Björn Phau           | Björn Phau           | Björn Phau           | Björn Phau           | Björn Phau     | 3             | 3             |   |    |                |                |                |                |             |             |             |  |
|  | Dominik Hrbatý | Dominik Hrbatý       | Dominik Hrbatý       | Dominik Hrbatý       | Dominik Hrbatý       | 62          | 4           |  |  | Martin Fischer       | Martin Fischer       | Martin Fischer       | Martin Fischer       | Martin Fischer | 6             | 6             |   |    |                |                |                |                |             |             |             |  |
|  | Martin Fischer | Martin Fischer       | Martin Fischer       | Martin Fischer       | Martin Fischer       | 7           | 6           |  |  |                      |                      |                      |                      |                |               |               |   |    | Martin Fischer | Martin Fischer | Martin Fischer | Martin Fischer | 6           | 7           | 7           |  |
|  | WC             | Daniel Cox           | Daniel Cox           | Daniel Cox           | Daniel Cox           | 4           | 65          |  |  |                      |                      | Ramón Delgado        | Ramón Delgado        | Ramón Delgado  | Ramón Delgado | 4             | 5 | 62 |                |                |                |                |             |             |             |  |
|  |                | Sébastien de Chaunac | Sébastien de Chaunac | Sébastien de Chaunac | Sébastien de Chaunac | 6           | 7           |  |  | Sébastien de Chaunac | Sébastien de Chaunac | Sébastien de Chaunac | Sébastien de Chaunac | 4              | 7             | 3             |   |    |                |                |                |                |             |             |             |  |
|  |                | John Millman         | John Millman         | John Millman         | John Millman         | 2           | 3           |  |  | Ramón Delgado        | Ramón Delgado        | Ramón Delgado        | Ramón Delgado        | 6              | 6             | 6             |   |    |                |                |                |                |             |             |             |  |
|  | 24             | Ramón Delgado        | Ramón Delgado        | Ramón Delgado        | Ramón Delgado        | 6           | 6           |  |  |                      |                      |                      |                      |                |               |               |   |    |                |                |                |                |             |             |             |  |

### Sezione 3
|  | Primo turno             | Primo turno             | Primo turno             | Primo turno             | Primo turno      | Primo turno | Primo turno |  |  | Secondo turno           | Secondo turno           | Secondo turno           | Secondo turno           | Secondo turno  | Secondo turno  | Secondo turno |   |   | Terzo turno   | Terzo turno   | Terzo turno   | Terzo turno   | Terzo turno | Terzo turno | Terzo turno |  |
|  |                         |                         |                         |                         |                  |             |             |  |  |                         |                         |                         |                         |                |                |               |   |   |               |               |               |               |             |             |             |  |
|  | 3                       | Somdev Devvarman        | Somdev Devvarman        | Somdev Devvarman        | Somdev Devvarman | 6           | 6           |  |  |                         |                         |                         |                         |                |                |               |   |   |               |               |               |               |             |             |             |  |
|  |                         | Guillaume Rufin         | Guillaume Rufin         | Guillaume Rufin         | Guillaume Rufin  | 2           | 2           |  |  | Somdev Devvarman        | Somdev Devvarman        | Somdev Devvarman        | Somdev Devvarman        | 2              | 7              | 3             |   |   |               |               |               |               |             |             |             |  |
|  |                         | Ryler DeHeart           | Ryler DeHeart           | Ryler DeHeart           | Ryler DeHeart    | 6           |             |  |  | Ryler DeHeart           | Ryler DeHeart           | Ryler DeHeart           | Ryler DeHeart           | 6              | 62             | 6             |   |   |               |               |               |               |             |             |             |  |
|  | WC                      | Daniel Smethurst        | Daniel Smethurst        | Daniel Smethurst        | Daniel Smethurst | 0           | r           |  |  |                         |                         |                         |                         |                |                |               |   |   | Ryler DeHeart | Ryler DeHeart | Ryler DeHeart | Ryler DeHeart | 6(1)        | 4           | 64          |  |
|  | Daniel Muñoz de la Nava | Daniel Muñoz de la Nava | Daniel Muñoz de la Nava | Daniel Muñoz de la Nava | 4                | 6           | 6           |  |  |                         |                         | Ilija Bozoljac          | Ilija Bozoljac          | Ilija Bozoljac | Ilija Bozoljac | 7             | 6 | 7 |               |               |               |               |             |             |             |  |
|  | Yūichi Sugita           | Yūichi Sugita           | Yūichi Sugita           | Yūichi Sugita           | 6                | 1           | 4           |  |  | Daniel Muñoz de la Nava | Daniel Muñoz de la Nava | Daniel Muñoz de la Nava | Daniel Muñoz de la Nava | 4              | 6              | 3             |   |   |               |               |               |               |             |             |             |  |
|  |                         | Simone Vagnozzi         | Simone Vagnozzi         | Simone Vagnozzi         | Simone Vagnozzi  | 5           | 4           |  |  | Ilija Bozoljac          | Ilija Bozoljac          | Ilija Bozoljac          | Ilija Bozoljac          | 6              | 3              | 6             |   |   |               |               |               |               |             |             |             |  |
|  | 29                      | Ilija Bozoljac          | Ilija Bozoljac          | Ilija Bozoljac          | Ilija Bozoljac   | 7           | 6           |  |  |                         |                         |                         |                         |                |                |               |   |   |               |               |               |               |             |             |             |  |

### Sezione 4
|  | Primo turno      | Primo turno          | Primo turno          | Primo turno          | Primo turno          | Primo turno | Primo turno |  |  | Secondo turno        | Secondo turno        | Secondo turno        | Secondo turno        | Secondo turno        | Secondo turno | Secondo turno |   |   | Terzo turno   | Terzo turno   | Terzo turno   | Terzo turno   | Terzo turno | Terzo turno | Terzo turno |  |
|  |                  |                      |                      |                      |                      |             |             |  |  |                      |                      |                      |                      |                      |               |               |   |   |               |               |               |               |             |             |             |  |
|  | 4                | Thiago Alves         | Thiago Alves         | Thiago Alves         | Thiago Alves         | 6           | 6           |  |  |                      |                      |                      |                      |                      |               |               |   |   |               |               |               |               |             |             |             |  |
|  |                  | Júlio Silva          | Júlio Silva          | Júlio Silva          | Júlio Silva          | 4           | 4           |  |  | Thiago Alves         | Thiago Alves         | Thiago Alves         | Thiago Alves         | Thiago Alves         | 5             | 2             |   |   |               |               |               |               |             |             |             |  |
|  | Gilles Müller    | Gilles Müller        | Gilles Müller        | Gilles Müller        | Gilles Müller        | 6           | 6           |  |  | Gilles Müller        | Gilles Müller        | Gilles Müller        | Gilles Müller        | Gilles Müller        | 7             | 6             |   |   |               |               |               |               |             |             |             |  |
|  | Leonardo Tavares | Leonardo Tavares     | Leonardo Tavares     | Leonardo Tavares     | Leonardo Tavares     | 3           | 4           |  |  |                      |                      |                      |                      |                      |               |               |   |   | Gilles Müller | Gilles Müller | Gilles Müller | Gilles Müller | 4           | 4           | 67          |  |
|  |                  | Aleksandr Kudrjavcev | Aleksandr Kudrjavcev | Aleksandr Kudrjavcev | Aleksandr Kudrjavcev | 6           | 6           |  |  |                      |                      | Carsten Ball         | Carsten Ball         | Carsten Ball         | Carsten Ball  | 6             | 6 | 7 |               |               |               |               |             |             |             |  |
|  | WC               | Morgan Phillips      | Morgan Phillips      | Morgan Phillips      | Morgan Phillips      | 3           | 2           |  |  | Aleksandr Kudrjavcev | Aleksandr Kudrjavcev | Aleksandr Kudrjavcev | Aleksandr Kudrjavcev | Aleksandr Kudrjavcev | 63            | 4             |   |   |               |               |               |               |             |             |             |  |
|  |                  | Dušan Lojda          | Dušan Lojda          | Dušan Lojda          | Dušan Lojda          | 65          | 2           |  |  | Carsten Ball         | Carsten Ball         | Carsten Ball         | Carsten Ball         | Carsten Ball         | 7             | 6             |   |   |               |               |               |               |             |             |             |  |
|  | 19               | Carsten Ball         | Carsten Ball         | Carsten Ball         | Carsten Ball         | 7           | 6           |  |  |                      |                      |                      |                      |                      |               |               |   |   |               |               |               |               |             |             |             |  |

### Sezione 5
|  | Primo turno        | Primo turno        | Primo turno        | Primo turno        | Primo turno    | Primo turno | Primo turno |  |  | Secondo turno   | Secondo turno   | Secondo turno   | Secondo turno   | Secondo turno  | Secondo turno  | Secondo turno |    |   | Terzo turno  | Terzo turno  | Terzo turno  | Terzo turno  | Terzo turno | Terzo turno | Terzo turno |  |
|  |                    |                    |                    |                    |                |             |             |  |  |                 |                 |                 |                 |                |                |               |    |   |              |              |              |              |             |             |             |  |
|  | 5                  | Iván Navarro       | Iván Navarro       | Iván Navarro       | 3              | 7           | 8           |  |  |                 |                 |                 |                 |                |                |               |    |   |              |              |              |              |             |             |             |  |
|  |                    | Dominik Meffert    | Dominik Meffert    | Dominik Meffert    | 6              | 63          | 10          |  |  | Dominik Meffert | Dominik Meffert | Dominik Meffert | Dominik Meffert | 4              | 1              | r             |    |   |              |              |              |              |             |             |             |  |
|  | Rik De Voest       | Rik De Voest       | Rik De Voest       | Rik De Voest       | 1              | 6           | 6           |  |  | Rik De Voest    | Rik De Voest    | Rik De Voest    | Rik De Voest    | 6              | 1              |               |    |   |              |              |              |              |             |             |             |  |
|  | Alex Bogomolov Jr. | Alex Bogomolov Jr. | Alex Bogomolov Jr. | Alex Bogomolov Jr. | 6              | 2           | 4           |  |  |                 |                 |                 |                 |                |                |               |    |   | Rik De Voest | Rik De Voest | Rik De Voest | Rik De Voest | 6           | 7           | 6           |  |
|  | Ivo Minář          | Ivo Minář          | Ivo Minář          | Ivo Minář          | 4              | 7           | 6           |  |  |                 |                 | Andre Begemann  | Andre Begemann  | Andre Begemann | Andre Begemann | 3             | 64 | 1 |              |              |              |              |             |             |             |  |
|  | Michael Lammer     | Michael Lammer     | Michael Lammer     | Michael Lammer     | 6              | 5           | 1           |  |  | Ivo Minář       | Ivo Minář       | Ivo Minář       | Ivo Minář       | 7              | 4              | 4             |    |   |              |              |              |              |             |             |             |  |
|  |                    | Andre Begemann     | Andre Begemann     | Andre Begemann     | Andre Begemann | 6           | 7           |  |  | Andre Begemann  | Andre Begemann  | Andre Begemann  | Andre Begemann  | 67             | 6              | 6             |    |   |              |              |              |              |             |             |             |  |
|  | 25                 | Miša Zverev        | Miša Zverev        | Miša Zverev        | Miša Zverev    | 3           | 62          |  |  |                 |                 |                 |                 |                |                |               |    |   |              |              |              |              |             |             |             |  |

### Sezione 6
|  | Primo turno     | Primo turno     | Primo turno     | Primo turno     | Primo turno     | Primo turno | Primo turno |  |  | Secondo turno  | Secondo turno  | Secondo turno  | Secondo turno  | Secondo turno  | Secondo turno | Secondo turno |    |   | Terzo turno | Terzo turno | Terzo turno | Terzo turno | Terzo turno | Terzo turno | Terzo turno |  |
|  |                 |                 |                 |                 |                 |             |             |  |  |                |                |                |                |                |               |               |    |   |             |             |             |             |             |             |             |  |
|  | 6               | Grega Žemlja    | Grega Žemlja    | Grega Žemlja    | 4               | 6           | 6           |  |  |                |                |                |                |                |               |               |    |   |             |             |             |             |             |             |             |  |
|  |                 | Caio Zampieri   | Caio Zampieri   | Caio Zampieri   | 6               | 4           | 1           |  |  | Grega Žemlja   | Grega Žemlja   | Grega Žemlja   | Grega Žemlja   | 3              | 6             | 1             |    |   |             |             |             |             |             |             |             |  |
|  | Ivan Dodig      | Ivan Dodig      | Ivan Dodig      | Ivan Dodig      | Ivan Dodig      | 6           | 6           |  |  | Ivan Dodig     | Ivan Dodig     | Ivan Dodig     | Ivan Dodig     | 6              | 3             | 6             |    |   |             |             |             |             |             |             |             |  |
|  | Guillermo Olaso | Guillermo Olaso | Guillermo Olaso | Guillermo Olaso | Guillermo Olaso | 2           | 3           |  |  |                |                |                |                |                |               |               |    |   | Ivan Dodig  | Ivan Dodig  | 4           | 2           | 6           | 7           | 6           |  |
|  | Alexander Peya  | Alexander Peya  | Alexander Peya  | Alexander Peya  | 4               | 7           | 6           |  |  |                |                | Alexander Peya | Alexander Peya | 6              | 6             | 2             | 64 | 4 |             |             |             |             |             |             |             |  |
|  | Chris Guccione  | Chris Guccione  | Chris Guccione  | Chris Guccione  | 6               | 6(1)        | 4           |  |  | Alexander Peya | Alexander Peya | Alexander Peya | Alexander Peya | Alexander Peya | 7             | 6             |    |   |             |             |             |             |             |             |             |  |
|  |                 | Philipp Oswald  | Philipp Oswald  | Philipp Oswald  | 3               | 6           | 14          |  |  | Kevin Kim      | Kevin Kim      | Kevin Kim      | Kevin Kim      | Kevin Kim      | 6             | 3             |    |   |             |             |             |             |             |             |             |  |
|  | 23              | Kevin Kim       | Kevin Kim       | Kevin Kim       | 6               | 4           | 16          |  |  |                |                |                |                |                |               |               |    |   |             |             |             |             |             |             |             |  |

### Sezione 7
|  | Primo turno      | Primo turno          | Primo turno          | Primo turno          | Primo turno          | Primo turno | Primo turno |  |  | Secondo turno        | Secondo turno        | Secondo turno        | Secondo turno        | Secondo turno    | Secondo turno    | Secondo turno |   |   | Terzo turno       | Terzo turno       | Terzo turno       | Terzo turno       | Terzo turno | Terzo turno | Terzo turno |  |
|  |                  |                      |                      |                      |                      |             |             |  |  |                      |                      |                      |                      |                  |                  |               |   |   |                   |                   |                   |                   |             |             |             |  |
|  | 7                | Donald Young         | Donald Young         | Donald Young         | Donald Young         | 4           | 1           |  |  |                      |                      |                      |                      |                  |                  |               |   |   |                   |                   |                   |                   |             |             |             |  |
|  |                  | Guillermo Alcaide    | Guillermo Alcaide    | Guillermo Alcaide    | Guillermo Alcaide    | 6           | 6           |  |  | Guillermo Alcaide    | Guillermo Alcaide    | Guillermo Alcaide    | Guillermo Alcaide    | 6                | 5                | 6             |   |   |                   |                   |                   |                   |             |             |             |  |
|  | WC               | David Rice           | David Rice           | David Rice           | David Rice           | 2           | 2           |  |  | Juan Pablo Brzezicki | Juan Pablo Brzezicki | Juan Pablo Brzezicki | Juan Pablo Brzezicki | 4                | 7                | 2             |   |   |                   |                   |                   |                   |             |             |             |  |
|  |                  | Juan Pablo Brzezicki | Juan Pablo Brzezicki | Juan Pablo Brzezicki | Juan Pablo Brzezicki | 6           | 6           |  |  |                      |                      |                      |                      |                  |                  |               |   |   | Guillermo Alcaide | Guillermo Alcaide | Guillermo Alcaide | Guillermo Alcaide | 6           | 6           | 6           |  |
|  | Evgenij Kirillov | Evgenij Kirillov     | Evgenij Kirillov     | Evgenij Kirillov     | Evgenij Kirillov     | 6           | 6           |  |  |                      |                      | Evgenij Kirillov     | Evgenij Kirillov     | Evgenij Kirillov | Evgenij Kirillov | 4             | 3 | 4 |                   |                   |                   |                   |             |             |             |  |
|  | Martín Alund     | Martín Alund         | Martín Alund         | Martín Alund         | Martín Alund         | 2           | 2           |  |  | Evgenij Kirillov     | Evgenij Kirillov     | Evgenij Kirillov     | Evgenij Kirillov     | 4                | 6                | 10            |   |   |                   |                   |                   |                   |             |             |             |  |
|  | WC               | Joshua Goodall       | Joshua Goodall       | Joshua Goodall       | Joshua Goodall       | 6           | 6           |  |  | Joshua Goodall       | Joshua Goodall       | Joshua Goodall       | Joshua Goodall       | 6                | 4                | 8             |   |   |                   |                   |                   |                   |             |             |             |  |
|  | 21               | Albert Ramos Viñolas | Albert Ramos Viñolas | Albert Ramos Viñolas | Albert Ramos Viñolas | 3           | 4           |  |  |                      |                      |                      |                      |                  |                  |               |   |   |                   |                   |                   |                   |             |             |             |  |

### Sezione 8
|  | Primo turno       | Primo turno            | Primo turno            | Primo turno            | Primo turno            | Primo turno | Primo turno |  |  | Secondo turno          | Secondo turno          | Secondo turno          | Secondo turno          | Secondo turno          | Secondo turno    | Secondo turno |   |   | Terzo turno   | Terzo turno   | Terzo turno   | Terzo turno   | Terzo turno | Terzo turno | Terzo turno |  |
|  |                   |                        |                        |                        |                        |             |             |  |  |                        |                        |                        |                        |                        |                  |               |   |   |               |               |               |               |             |             |             |  |
|  | 8                 | Édouard Roger-Vasselin | Édouard Roger-Vasselin | Édouard Roger-Vasselin | Édouard Roger-Vasselin | 6           | 6           |  |  |                        |                        |                        |                        |                        |                  |               |   |   |               |               |               |               |             |             |             |  |
|  | WC                | Joshua Milton          | Joshua Milton          | Joshua Milton          | Joshua Milton          | 1           | 4           |  |  | Édouard Roger-Vasselin | Édouard Roger-Vasselin | Édouard Roger-Vasselin | Édouard Roger-Vasselin | Édouard Roger-Vasselin | 1                | 64            |   |   |               |               |               |               |             |             |             |  |
|  | Michael Yani      | Michael Yani           | Michael Yani           | Michael Yani           | 64                     | 7           | 5           |  |  | Bernard Tomić          | Bernard Tomić          | Bernard Tomić          | Bernard Tomić          | Bernard Tomić          | 6                | 7             |   |   |               |               |               |               |             |             |             |  |
|  | Bernard Tomić     | Bernard Tomić          | Bernard Tomić          | Bernard Tomić          | 7                      | 5           | 7           |  |  |                        |                        |                        |                        |                        |                  |               |   |   | Bernard Tomić | Bernard Tomić | Bernard Tomić | Bernard Tomić | 7           | 6           | 6           |  |
|  | Peter Polansky    | Peter Polansky         | Peter Polansky         | Peter Polansky         | 7                      | 2           | 3           |  |  |                        |                        | Prakash Amritraj       | Prakash Amritraj       | Prakash Amritraj       | Prakash Amritraj | 6             | 3 | 4 |               |               |               |               |             |             |             |  |
|  | Marinko Matosevic | Marinko Matosevic      | Marinko Matosevic      | Marinko Matosevic      | 64                     | 6           | 6           |  |  | Marinko Matosevic      | Marinko Matosevic      | Marinko Matosevic      | Marinko Matosevic      | 6                      | 3                | 3             |   |   |               |               |               |               |             |             |             |  |
|  |                   | Prakash Amritraj       | Prakash Amritraj       | Prakash Amritraj       | Prakash Amritraj       | 6           | 6           |  |  | Prakash Amritraj       | Prakash Amritraj       | Prakash Amritraj       | Prakash Amritraj       | 2                      | 6                | 6             |   |   |               |               |               |               |             |             |             |  |
|  | 28                | Dieter Kindlmann       | Dieter Kindlmann       | Dieter Kindlmann       | Dieter Kindlmann       | 3           | 4           |  |  |                        |                        |                        |                        |                        |                  |               |   |   |               |               |               |               |             |             |             |  |

### Sezione 9
|  | Primo turno        | Primo turno        | Primo turno        | Primo turno        | Primo turno      | Primo turno | Primo turno |  |  | Secondo turno   | Secondo turno   | Secondo turno   | Secondo turno   | Secondo turno   | Secondo turno | Secondo turno |   |   | Terzo turno  | Terzo turno  | Terzo turno  | Terzo turno | Terzo turno | Terzo turno | Terzo turno |  |
|  |                    |                    |                    |                    |                  |             |             |  |  |                 |                 |                 |                 |                 |               |               |   |   |              |              |              |             |             |             |             |  |
|  | 9                  | Jesse Levine       | Jesse Levine       | Jesse Levine       | Jesse Levine     | 6           | 6           |  |  |                 |                 |                 |                 |                 |               |               |   |   |              |              |              |             |             |             |             |  |
|  |                    | Lester Cook        | Lester Cook        | Lester Cook        | Lester Cook      | 4           | 3           |  |  | Jesse Levine    | Jesse Levine    | Jesse Levine    | Jesse Levine    | Jesse Levine    | 6             | 6             |   |   |              |              |              |             |             |             |             |  |
|  | Joseph Sirianni    | Joseph Sirianni    | Joseph Sirianni    | Joseph Sirianni    | Joseph Sirianni  | 6           | 6           |  |  | Joseph Sirianni | Joseph Sirianni | Joseph Sirianni | Joseph Sirianni | Joseph Sirianni | 1             | 3             |   |   |              |              |              |             |             |             |             |  |
|  | Reda El Amrani     | Reda El Amrani     | Reda El Amrani     | Reda El Amrani     | Reda El Amrani   | 4           | 2           |  |  |                 |                 |                 |                 |                 |               |               |   |   | Jesse Levine | Jesse Levine | Jesse Levine | 6           | 2           | 2           | 3           |  |
|  | Alex Kuznetsov     | Alex Kuznetsov     | Alex Kuznetsov     | Alex Kuznetsov     | 6                | 65          | 14          |  |  |                 |                 | Tobias Kamke    | Tobias Kamke    | Tobias Kamke    | 4             | 6             | 6 | 6 |              |              |              |             |             |             |             |  |
|  | Izak van der Merwe | Izak van der Merwe | Izak van der Merwe | Izak van der Merwe | 3                | 7           | 12          |  |  | Alex Kuznetsov  | Alex Kuznetsov  | Alex Kuznetsov  | Alex Kuznetsov  | Alex Kuznetsov  | 4             | 5             |   |   |              |              |              |             |             |             |             |  |
|  |                    | Sebastián Decoud   | Sebastián Decoud   | Sebastián Decoud   | Sebastián Decoud | 610         | 1           |  |  | Tobias Kamke    | Tobias Kamke    | Tobias Kamke    | Tobias Kamke    | Tobias Kamke    | 6             | 7             |   |   |              |              |              |             |             |             |             |  |
|  | 17                 | Tobias Kamke       | Tobias Kamke       | Tobias Kamke       | Tobias Kamke     | 7           | 6           |  |  |                 |                 |                 |                 |                 |               |               |   |   |              |              |              |             |             |             |             |  |

### Sezione 10
|  | Primo turno     | Primo turno       | Primo turno       | Primo turno       | Primo turno      | Primo turno | Primo turno |  |  | Secondo turno     | Secondo turno     | Secondo turno     | Secondo turno     | Secondo turno     | Secondo turno     | Secondo turno |   |   | Terzo turno      | Terzo turno      | Terzo turno      | Terzo turno      | Terzo turno | Terzo turno | Terzo turno |  |
|  |                 |                   |                   |                   |                  |             |             |  |  |                   |                   |                   |                   |                   |                   |               |   |   |                  |                  |                  |                  |             |             |             |  |
|  | 10              | João Souza        | João Souza        | João Souza        | João Souza       | 4           | 63          |  |  |                   |                   |                   |                   |                   |                   |               |   |   |                  |                  |                  |                  |             |             |             |  |
|  |                 | Adrian Mannarino  | Adrian Mannarino  | Adrian Mannarino  | Adrian Mannarino | 6           | 7           |  |  | Adrian Mannarino  | Adrian Mannarino  | Adrian Mannarino  | Adrian Mannarino  | Adrian Mannarino  | 6                 | 6             |   |   |                  |                  |                  |                  |             |             |             |  |
|  | Noam Okun       | Noam Okun         | Noam Okun         | Noam Okun         | Noam Okun        | 6(1)        | 2           |  |  | Riccardo Ghedin   | Riccardo Ghedin   | Riccardo Ghedin   | Riccardo Ghedin   | Riccardo Ghedin   | 1                 | 4             |   |   |                  |                  |                  |                  |             |             |             |  |
|  | Riccardo Ghedin | Riccardo Ghedin   | Riccardo Ghedin   | Riccardo Ghedin   | Riccardo Ghedin  | 7           | 6           |  |  |                   |                   |                   |                   |                   |                   |               |   |   | Adrian Mannarino | Adrian Mannarino | Adrian Mannarino | Adrian Mannarino | 3           | 3           | 3           |  |
|  | Bastian Knittel | Bastian Knittel   | Bastian Knittel   | Bastian Knittel   | Bastian Knittel  | 6           | 6           |  |  |                   |                   | Jesse Huta Galung | Jesse Huta Galung | Jesse Huta Galung | Jesse Huta Galung | 6             | 6 | 6 |                  |                  |                  |                  |             |             |             |  |
|  | Francesco Aldi  | Francesco Aldi    | Francesco Aldi    | Francesco Aldi    | Francesco Aldi   | 2           | 2           |  |  | Bastian Knittel   | Bastian Knittel   | Bastian Knittel   | Bastian Knittel   | 5                 | 6                 | 3             |   |   |                  |                  |                  |                  |             |             |             |  |
|  |                 | Jesse Huta Galung | Jesse Huta Galung | Jesse Huta Galung | 4                | 7           | 8           |  |  | Jesse Huta Galung | Jesse Huta Galung | Jesse Huta Galung | Jesse Huta Galung | 7                 | 4                 | 6             |   |   |                  |                  |                  |                  |             |             |             |  |
|  | 31              | Christophe Rochus | Christophe Rochus | Christophe Rochus | 6                | 5           | 6           |  |  |                   |                   |                   |                   |                   |                   |               |   |   |                  |                  |                  |                  |             |             |             |  |

### Sezione 11
|  | Primo turno     | Primo turno           | Primo turno           | Primo turno           | Primo turno           | Primo turno | Primo turno |  |  | Secondo turno  | Secondo turno  | Secondo turno  | Secondo turno  | Secondo turno  | Secondo turno  | Secondo turno |    |   | Terzo turno  | Terzo turno  | Terzo turno  | Terzo turno  | Terzo turno | Terzo turno | Terzo turno |  |
|  |                 |                       |                       |                       |                       |             |             |  |  |                |                |                |                |                |                |               |    |   |              |              |              |              |             |             |             |  |
|  | 11              | Marsel İlhan          | Marsel İlhan          | Marsel İlhan          | 6                     | 4           | 6           |  |  |                |                |                |                |                |                |               |    |   |              |              |              |              |             |             |             |  |
|  |                 | Ruben Bemelmans       | Ruben Bemelmans       | Ruben Bemelmans       | 3                     | 6           | 1           |  |  | Marsel İlhan   | Marsel İlhan   | Marsel İlhan   | Marsel İlhan   | Marsel İlhan   | 6              | 6             |    |   |              |              |              |              |             |             |             |  |
|  | Aljaž Bedene    | Aljaž Bedene          | Aljaž Bedene          | Aljaž Bedene          | 6                     | 3           | 6           |  |  | Aljaž Bedene   | Aljaž Bedene   | Aljaž Bedene   | Aljaž Bedene   | Aljaž Bedene   | 2              | 4             |    |   |              |              |              |              |             |             |             |  |
|  | Thierry Ascione | Thierry Ascione       | Thierry Ascione       | Thierry Ascione       | 2                     | 6           | 4           |  |  |                |                |                |                |                |                |               |    |   | Marsel İlhan | Marsel İlhan | Marsel İlhan | Marsel İlhan | 7           | 7           | 6           |  |
|  | WC              | Chris Eaton           | Chris Eaton           | Chris Eaton           | 6                     | 3           | 8           |  |  |                |                | Roko Karanušić | Roko Karanušić | Roko Karanušić | Roko Karanušić | 5             | 64 | 2 |              |              |              |              |             |             |             |  |
|  |                 | Roko Karanušić        | Roko Karanušić        | Roko Karanušić        | 4                     | 6           | 10          |  |  | Roko Karanušić | Roko Karanušić | Roko Karanušić | Roko Karanušić | 3              | 7              | 8             |    |   |              |              |              |              |             |             |             |  |
|  |                 | Juan Martín Aranguren | Juan Martín Aranguren | Juan Martín Aranguren | Juan Martín Aranguren | 1           | 1           |  |  | Jan Hernych    | Jan Hernych    | Jan Hernych    | Jan Hernych    | 6              | 5              | 6             |    |   |              |              |              |              |             |             |             |  |
|  | 22              | Jan Hernych           | Jan Hernych           | Jan Hernych           | Jan Hernych           | 6           | 6           |  |  |                |                |                |                |                |                |               |    |   |              |              |              |              |             |             |             |  |

### Sezione 12
|  | Primo turno        | Primo turno        | Primo turno        | Primo turno        | Primo turno        | Primo turno | Primo turno |  |  | Secondo turno     | Secondo turno     | Secondo turno     | Secondo turno     | Secondo turno     | Secondo turno | Secondo turno |   |   | Terzo turno   | Terzo turno   | Terzo turno | Terzo turno | Terzo turno | Terzo turno | Terzo turno |  |
|  |                    |                    |                    |                    |                    |             |             |  |  |                   |                   |                   |                   |                   |               |               |   |   |               |               |             |             |             |             |             |  |
|  | 12                 | Ryan Sweeting      | Ryan Sweeting      | Ryan Sweeting      | Ryan Sweeting      | 7           | 7           |  |  |                   |                   |                   |                   |                   |               |               |   |   |               |               |             |             |             |             |             |  |
|  |                    | Jan Minář          | Jan Minář          | Jan Minář          | Jan Minář          | 65          | 62          |  |  | Ryan Sweeting     | Ryan Sweeting     | Ryan Sweeting     | Ryan Sweeting     | Ryan Sweeting     | 6             | 6             |   |   |               |               |             |             |             |             |             |  |
|  | Benjamin Balleret  | Benjamin Balleret  | Benjamin Balleret  | Benjamin Balleret  | Benjamin Balleret  | 6           | 6           |  |  | Benjamin Balleret | Benjamin Balleret | Benjamin Balleret | Benjamin Balleret | Benjamin Balleret | 3             | 2             |   |   |               |               |             |             |             |             |             |  |
|  | Arnau Brugués-Davi | Arnau Brugués-Davi | Arnau Brugués-Davi | Arnau Brugués-Davi | Arnau Brugués-Davi | 4           | 2           |  |  |                   |                   |                   |                   |                   |               |               |   |   | Ryan Sweeting | Ryan Sweeting | 4           | 7           | 6           | 64          | 6           |  |
|  | Robert Kendrick    | Robert Kendrick    | Robert Kendrick    | Robert Kendrick    | Robert Kendrick    | 6           | 6           |  |  |                   |                   | Robert Kendrick   | Robert Kendrick   | 6                 | 64            | 3             | 7 | 8 |               |               |             |             |             |             |             |  |
|  | Filip Krajinović   | Filip Krajinović   | Filip Krajinović   | Filip Krajinović   | Filip Krajinović   | 4           | 2           |  |  | Robert Kendrick   | Robert Kendrick   | Robert Kendrick   | Robert Kendrick   | Robert Kendrick   | 6             | 6             |   |   |               |               |             |             |             |             |             |  |
|  | WC                 | Alexander Ward     | Alexander Ward     | Alexander Ward     | Alexander Ward     | 63          | 3           |  |  | Josselin Ouanna   | Josselin Ouanna   | Josselin Ouanna   | Josselin Ouanna   | Josselin Ouanna   | 3             | 4             |   |   |               |               |             |             |             |             |             |  |
|  | 26                 | Josselin Ouanna    | Josselin Ouanna    | Josselin Ouanna    | Josselin Ouanna    | 7           | 6           |  |  |                   |                   |                   |                   |                   |               |               |   |   |               |               |             |             |             |             |             |  |

### Sezione 13
|  | Primo turno           | Primo turno           | Primo turno           | Primo turno           | Primo turno           | Primo turno | Primo turno |  |  | Secondo turno         | Secondo turno         | Secondo turno         | Secondo turno         | Secondo turno         | Secondo turno | Secondo turno |   |   | Terzo turno   | Terzo turno   | Terzo turno | Terzo turno | Terzo turno | Terzo turno | Terzo turno |  |
|  |                       |                       |                       |                       |                       |             |             |  |  |                       |                       |                       |                       |                       |               |               |   |   |               |               |             |             |             |             |             |  |
|  | 13                    | Stefan Koubek         | Stefan Koubek         | Stefan Koubek         | 6                     | 5           | 6           |  |  |                       |                       |                       |                       |                       |               |               |   |   |               |               |             |             |             |             |             |  |
|  |                       | Jonathan Dasnières    | Jonathan Dasnières    | Jonathan Dasnières    | 1                     | 7           | 2           |  |  | Stefan Koubek         | Stefan Koubek         | Stefan Koubek         | Stefan Koubek         | Stefan Koubek         | 7             | 6             |   |   |               |               |             |             |             |             |             |  |
|  | Conor Niland          | Conor Niland          | Conor Niland          | Conor Niland          | Conor Niland          | 65          | 4           |  |  | Andreas Haider-Maurer | Andreas Haider-Maurer | Andreas Haider-Maurer | Andreas Haider-Maurer | Andreas Haider-Maurer | 63            | 3             |   |   |               |               |             |             |             |             |             |  |
|  | Andreas Haider-Maurer | Andreas Haider-Maurer | Andreas Haider-Maurer | Andreas Haider-Maurer | Andreas Haider-Maurer | 7           | 6           |  |  |                       |                       |                       |                       |                       |               |               |   |   | Stefan Koubek | Stefan Koubek | 7           | 6           | 3           | 4           | 4           |  |
|  | Alex Bogdanović       | Alex Bogdanović       | Alex Bogdanović       | Alex Bogdanović       | Alex Bogdanović       | 6           | 7           |  |  |                       |                       | Nicolas Mahut         | Nicolas Mahut         | 68                    | 3             | 6             | 6 | 6 |               |               |             |             |             |             |             |  |
|  | Ricardo Hocevar       | Ricardo Hocevar       | Ricardo Hocevar       | Ricardo Hocevar       | Ricardo Hocevar       | 3           | 63          |  |  | Alex Bogdanović       | Alex Bogdanović       | Alex Bogdanović       | Alex Bogdanović       | 6                     | 3             | 22            |   |   |               |               |             |             |             |             |             |  |
|  |                       | Frank Dancevic        | Frank Dancevic        | Frank Dancevic        | Frank Dancevic        | 3           | 0           |  |  | Nicolas Mahut         | Nicolas Mahut         | Nicolas Mahut         | Nicolas Mahut         | 3                     | 6             | 24            |   |   |               |               |             |             |             |             |             |  |
|  | 27                    | Nicolas Mahut         | Nicolas Mahut         | Nicolas Mahut         | Nicolas Mahut         | 6           | 6           |  |  |                       |                       |                       |                       |                       |               |               |   |   |               |               |             |             |             |             |             |  |

### Sezione 14
|  | Primo turno        | Primo turno        | Primo turno        | Primo turno        | Primo turno     | Primo turno | Primo turno |  |  | Secondo turno  | Secondo turno  | Secondo turno  | Secondo turno  | Secondo turno  | Secondo turno  | Secondo turno |   |    | Terzo turno   | Terzo turno   | Terzo turno   | Terzo turno   | Terzo turno | Terzo turno | Terzo turno |  |
|  |                    |                    |                    |                    |                 |             |             |  |  |                |                |                |                |                |                |               |   |    |               |               |               |               |             |             |             |  |
|  | 14                 | Rui Machado        | Rui Machado        | Rui Machado        | 6               | 3           | 3           |  |  |                |                |                |                |                |                |               |   |    |               |               |               |               |             |             |             |  |
|  |                    | Tatsuma Itō        | Tatsuma Itō        | Tatsuma Itō        | 4               | 6           | 6           |  |  | Tatsuma Itō    | Tatsuma Itō    | Tatsuma Itō    | Tatsuma Itō    | 7              | 3              | 3             |   |    |               |               |               |               |             |             |             |  |
|  | Brendan Evans      | Brendan Evans      | Brendan Evans      | Brendan Evans      | 6               | 62          | 6           |  |  | Brendan Evans  | Brendan Evans  | Brendan Evans  | Brendan Evans  | 65             | 6              | 6             |   |    |               |               |               |               |             |             |             |  |
|  | Benoît Paire       | Benoît Paire       | Benoît Paire       | Benoît Paire       | 4               | 7           | 3           |  |  |                |                |                |                |                |                |               |   |    | Brendan Evans | Brendan Evans | Brendan Evans | Brendan Evans | 7           | 6           | 7           |  |
|  | Daniel King-Turner | Daniel King-Turner | Daniel King-Turner | Daniel King-Turner | 6               | 67          | 13          |  |  |                |                | Julian Reister | Julian Reister | Julian Reister | Julian Reister | 613           | 3 | 62 |               |               |               |               |             |             |             |  |
|  | Andrej Martin      | Andrej Martin      | Andrej Martin      | Andrej Martin      | 2               | 7           | 15          |  |  | Andrej Martin  | Andrej Martin  | Andrej Martin  | Andrej Martin  | Andrej Martin  | 2              | 4             |   |    |               |               |               |               |             |             |             |  |
|  |                    | Yannick Mertens    | Yannick Mertens    | Yannick Mertens    | Yannick Mertens | 3           | 4           |  |  | Julian Reister | Julian Reister | Julian Reister | Julian Reister | Julian Reister | 6              | 6             |   |    |               |               |               |               |             |             |             |  |
|  | 18                 | Julian Reister     | Julian Reister     | Julian Reister     | Julian Reister  | 6           | 6           |  |  |                |                |                |                |                |                |               |   |    |               |               |               |               |             |             |             |  |

### Sezione 15
|  | Primo turno         | Primo turno            | Primo turno            | Primo turno            | Primo turno            | Primo turno | Primo turno |  |  | Secondo turno       | Secondo turno       | Secondo turno       | Secondo turno       | Secondo turno       | Secondo turno | Secondo turno |   |   | Terzo turno | Terzo turno | Terzo turno | Terzo turno | Terzo turno | Terzo turno | Terzo turno |  |
|  |                     |                        |                        |                        |                        |             |             |  |  |                     |                     |                     |                     |                     |               |               |   |   |             |             |             |             |             |             |             |  |
|  | 15                  | Gō Soeda               | Gō Soeda               | Gō Soeda               | Gō Soeda               | 6           | 7           |  |  |                     |                     |                     |                     |                     |               |               |   |   |             |             |             |             |             |             |             |  |
|  |                     | Iñigo Cervantes-Huegun | Iñigo Cervantes-Huegun | Iñigo Cervantes-Huegun | Iñigo Cervantes-Huegun | 3           | 5           |  |  | Gō Soeda            | Gō Soeda            | Gō Soeda            | Gō Soeda            | Gō Soeda            | 6             | 6             |   |   |             |             |             |             |             |             |             |  |
|  | Alexandre Sidorenko | Alexandre Sidorenko    | Alexandre Sidorenko    | Alexandre Sidorenko    | Alexandre Sidorenko    | 7           | 7           |  |  | Alexandre Sidorenko | Alexandre Sidorenko | Alexandre Sidorenko | Alexandre Sidorenko | Alexandre Sidorenko | 2             | 3             |   |   |             |             |             |             |             |             |             |  |
|  | Niels Desein        | Niels Desein           | Niels Desein           | Niels Desein           | Niels Desein           | 6(0)        | 63          |  |  |                     |                     |                     |                     |                     |               |               |   |   | Gō Soeda    | Gō Soeda    | Gō Soeda    | 2           | 2           | 6           | 4           |  |
|  | Bobby Reynolds      | Bobby Reynolds         | Bobby Reynolds         | Bobby Reynolds         | 7                      | 3           | 1           |  |  |                     |                     | Jesse Witten        | Jesse Witten        | Jesse Witten        | 6             | 6             | 2 | 6 |             |             |             |             |             |             |             |  |
|  | Jesse Witten        | Jesse Witten           | Jesse Witten           | Jesse Witten           | 5                      | 6           | 6           |  |  | Jesse Witten        | Jesse Witten        | Jesse Witten        | Jesse Witten        | Jesse Witten        | 6             | 7             |   |   |             |             |             |             |             |             |             |  |
|  |                     | Greg Jones             | Greg Jones             | Greg Jones             | Greg Jones             | 6           | 7           |  |  | Greg Jones          | Greg Jones          | Greg Jones          | Greg Jones          | Greg Jones          | 2             | 6             |   |   |             |             |             |             |             |             |             |  |
|  | 32                  | Santiago González      | Santiago González      | Santiago González      | Santiago González      | 0           | 65          |  |  |                     |                     |                     |                     |                     |               |               |   |   |             |             |             |             |             |             |             |  |

### Sezione 16
|  | Primo turno             | Primo turno             | Primo turno             | Primo turno             | Primo turno             | Primo turno | Primo turno |  |  | Secondo turno     | Secondo turno     | Secondo turno     | Secondo turno     | Secondo turno     | Secondo turno     | Secondo turno |   |   | Terzo turno      | Terzo turno      | Terzo turno      | Terzo turno      | Terzo turno | Terzo turno | Terzo turno |  |
|  |                         |                         |                         |                         |                         |             |             |  |  |                   |                   |                   |                   |                   |                   |               |   |   |                  |                  |                  |                  |             |             |             |  |
|  | 16                      | Santiago Ventura        | Santiago Ventura        | Santiago Ventura        | 2                       | 6           | 6           |  |  |                   |                   |                   |                   |                   |                   |               |   |   |                  |                  |                  |                  |             |             |             |  |
|  |                         | Éric Prodon             | Éric Prodon             | Éric Prodon             | 6                       | 4           | 4           |  |  | Santiago Ventura  | Santiago Ventura  | Santiago Ventura  | Santiago Ventura  | Santiago Ventura  | 6                 | 6             |   |   |                  |                  |                  |                  |             |             |             |  |
|  | Sergio Gutiérrez-Ferrol | Sergio Gutiérrez-Ferrol | Sergio Gutiérrez-Ferrol | Sergio Gutiérrez-Ferrol | Sergio Gutiérrez-Ferrol | 6           | 2           |  |  | Flavio Cipolla    | Flavio Cipolla    | Flavio Cipolla    | Flavio Cipolla    | Flavio Cipolla    | 4                 | 3             |   |   |                  |                  |                  |                  |             |             |             |  |
|  | Flavio Cipolla          | Flavio Cipolla          | Flavio Cipolla          | Flavio Cipolla          | Flavio Cipolla          | 7           | 6           |  |  |                   |                   |                   |                   |                   |                   |               |   |   | Santiago Ventura | Santiago Ventura | Santiago Ventura | Santiago Ventura | 5           | 1           | 3           |  |
|  | WC                      | Daniel Evans            | Daniel Evans            | Daniel Evans            | 4                       | 6           | 12          |  |  |                   |                   | Ričardas Berankis | Ričardas Berankis | Ričardas Berankis | Ričardas Berankis | 7             | 6 | 6 |                  |                  |                  |                  |             |             |             |  |
|  |                         | Tim Smyczek             | Tim Smyczek             | Tim Smyczek             | 6                       | 1           | 10          |  |  | Daniel Evans      | Daniel Evans      | Daniel Evans      | Daniel Evans      | Daniel Evans      | 5                 | 3             |   |   |                  |                  |                  |                  |             |             |             |  |
|  |                         | Ryan Harrison           | Ryan Harrison           | Ryan Harrison           | Ryan Harrison           | 3           | 2           |  |  | Ričardas Berankis | Ričardas Berankis | Ričardas Berankis | Ričardas Berankis | Ričardas Berankis | 7                 | 6             |   |   |                  |                  |                  |                  |             |             |             |  |
|  | 30                      | Ričardas Berankis       | Ričardas Berankis       | Ričardas Berankis       | Ričardas Berankis       | 6           | 6           |  |  |                   |                   |                   |                   |                   |                   |               |   |   |                  |                  |                  |                  |             |             |             |  |